# Kazimierz Kuźniar (meteorolog)
Kazimierz Kuźniar (ur. 26 maja 1907 w Śniatynie, zm. 10 maja 1987 w Krakowie) – polski agroklimatolog i meteorolog, profesor doktor nauk technicznych Uniwersytetu Jagiellońskiego.

## Życiorys
W 1931 ukończył studia na Wydziale Rolniczo-Lasowym Politechniki Lwowskiej i uzyskał tytuł inżyniera leśnika, a następnie pracował jako asystent w Katedrze Hodowli Lasu. W 1935 przedstawił pracę doktorską pt. "Wpływ mechanicznego składu gleby, poziomu wody wgłębnej oraz zawartości próchnicy na wzrost drzewostanów sosnowych w Puszczy Sandomierskiej" i uzyskał stopień doktora nauk technicznych w zakresie meteorologii i klimatologii, został wówczas członkiem Polskiego Towarzystwa Gleboznawczego. W 1945 związał się zawodowo z Uniwersytetem Jagiellońskim, gdzie otrzymał stanowisko starszego asystenta na Oddziale Leśnym Wydziału Rolniczego. Równocześnie pracował w Państwowym Instytucie Naukowym Gospodarstwa Wiejskiego, a następnie w Instytucie Uprawy, Nawożenia i Gleboznawstwa w Puławach. W 1962 powierzono mu funkcję kierownika Katedry Meteorologii i Klimatologii w Wydziale Melioracji Wodnych Wyższej Szkoły Rolniczej, a następnie Akademii Rolniczej w Krakowie, uzyskał tam tytuł profesora nauk rolniczych. W 1977 przeszedł w stan spoczynku.
Spoczywa na cmentarzu Rakowickim (kw. XIIIB, rząd południowy, miejsce 13).